# Charles Sherrard
Pour les articles homonymes, voir Sherrard.
Charles Sherrard (Londres, 1848 - Beckenham, 1928 ou 1938) est un joueur de rugby et officier de la British Army anglais. Il est l'un des premiers joueurs internationaux anglais de rugby, ayant participé comme avant au tout premier match international de l'histoire opposant l'Angleterre à l'Écosse le 27 mars 1871.
Engagé dans la British Army, il est aussi, avec le lieutenant Charles Arthur Crompton, le premier membre des Forces armées britanniques à représenter son équipe nationale.

## Biographie
Charles William Sherrard naît le 25 décembre 1848 à Kensington (Londres). Son père James Corry Sherrard est esquire de Reigate.
Il fréquente l'école de Rugby et est membre de la Hutchinson House, qu'il quitte en 1865.
Dans une époque où le sport est en pleine ébullition dans les écoles anglaises, avec l'apparition de nombreux codes du football, dont le rugby, qui évolue de façon incontrôlée dans chaque club qui le pratique, Sherrard évolue au poste de forward (avant) au Blackheath FC — pourtant plutôt réservé aux anciens élèves de la Blackheath Proprietary School (en) —, l'un des principaux clubs d'Angleterre avec l'école de Rugby. 

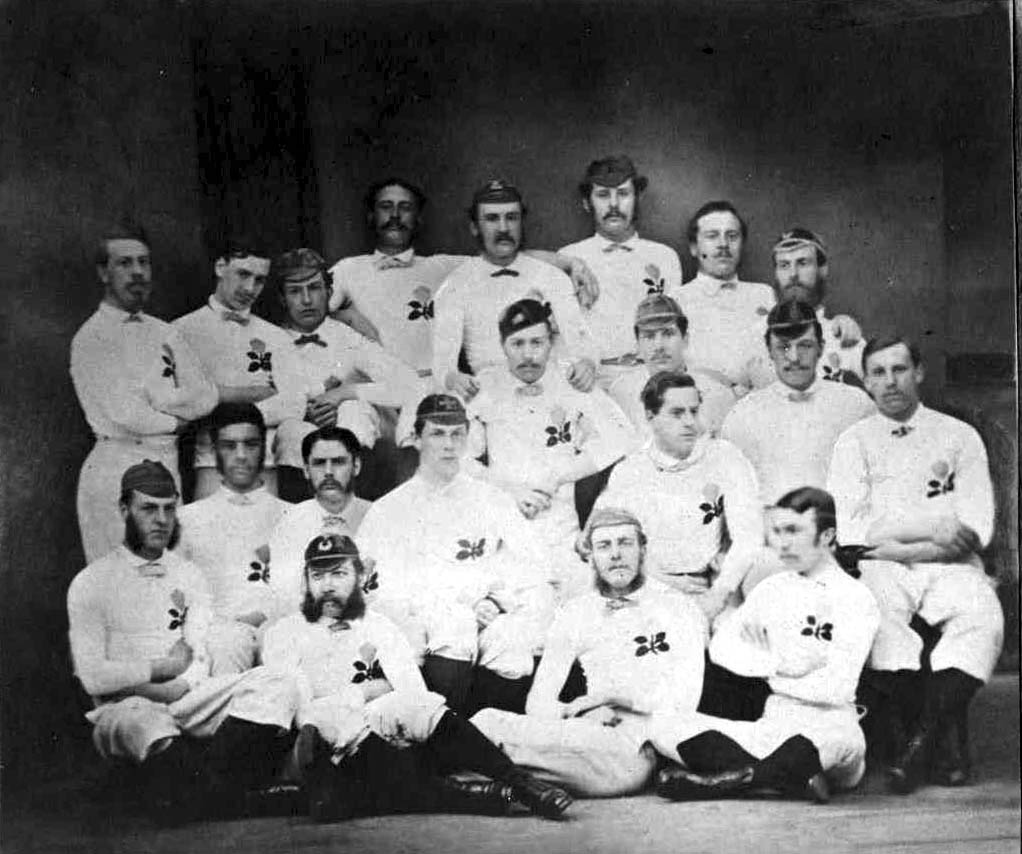
L'équipe d'Angleterre ayant disputé le premier match international de rugby de l'histoire, en 1871.

Ses bonnes performances sont remarquées et il est sélectionné pour représenter l'Angleterre lors du tout premier match international de rugby de l'histoire contre l'Écosse, ayant lieu le 27 mars 1871 à Édimbourg. L'Écosse l'emporte 1 à 0 en inscrivant 2 essais et 1 transformation contre 1 essai non transformé pour l'Angleterre (seules les transformations rapportaient des points à l'époque),.
Il représente son club du Blackheath FC aux côtés d'illustres joueurs : Benjamin Burns, qui est le premier capitaine de club anglais à accepter le défi lancé par les Écossais à l'origine de l'organisation de ce match ; Frederick Stokes, le premier capitaine de l'équipe d'Angleterre de l'histoire ; et Charles Arthur Crompton, qui devient, avec Sherrard, le premier membre des Forces armées britanniques à représenter son équipe nationale.
Sherrard est également sélectionné pour le match retour le 5 février 1872 à The Oval, à Londres (victoire 2 à 1),. C'est son dernier match international.

### Carrière militaire
Charles Sherrard est nommé lieutenant des Royal Engineers en 1870 et atteint le grade de capitaine en 1882, puis de major en 1888, de lieutenant-colonel en 1895 et enfin de colonel en 1899. Il est également instructeur en fortifications à la Royal School of Military Engineering (en), à Chatham (Brompton Barracks), de 1882 à 1888.
Il sert dans la seconde guerre des Boers en 1879 et est décoré de la Medal with Clasp pour cette campagne. En 1901, il commande le sous-district de Chatham et est membre du United Service Club (en). Après une période touchant un demi-salaire, il prend sa retraite de l'armée le 16 juillet 1902.

### Famille et mort
Sherrard épouse Clara Maud Brooke, avec qui il a six enfants. Clara meurt en 1919. Il épouse en secondes noces Elizabeth Ballantyne en 1922, à l'âge de 73 ans. Il meurt à Beckenham, dans le borough londonien de Bromley, le 11 décembre 1928 ou 1938.